# Marconi Wireless Station Site

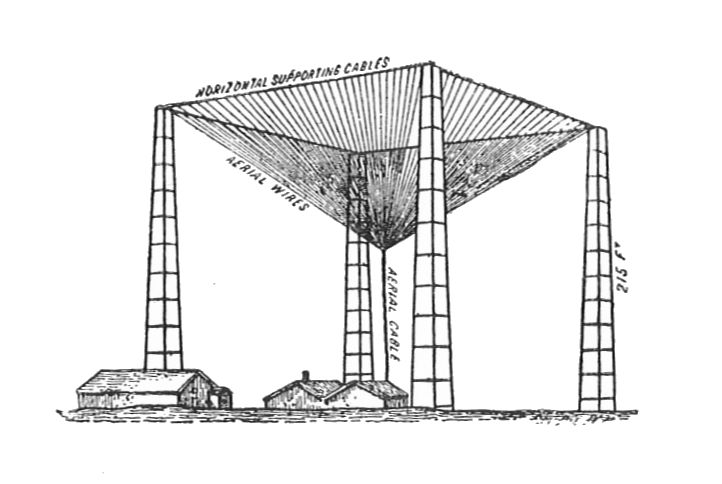
Schematische Darstellung der Anlage, 1903

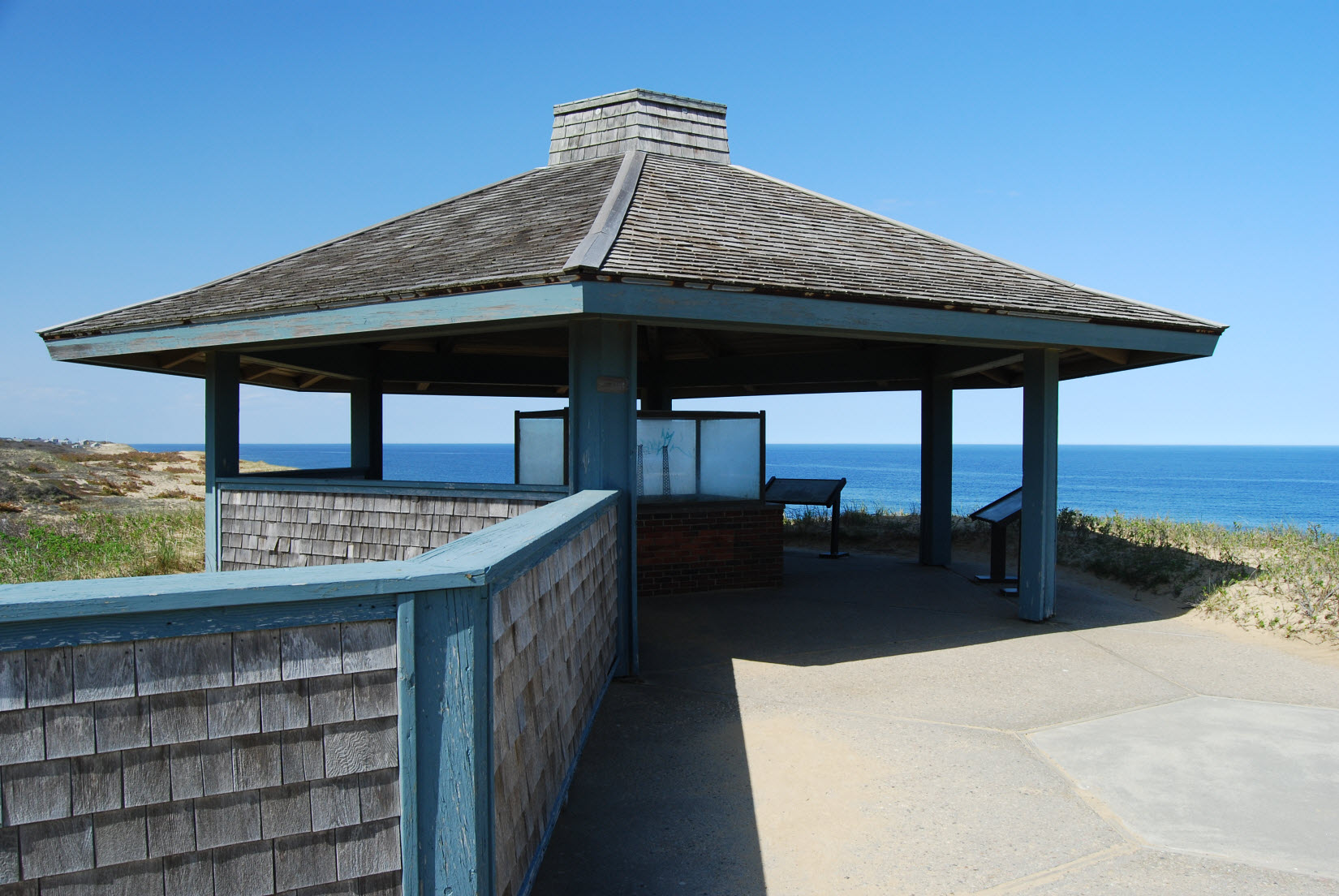
Die ehemalige Gedenkstätte, abgerissen 2013

Die Marconi Wireless Station Site ist eine historische Telegraphenstation im US-Bundesstaat Massachusetts. Sie liegt am Rande von Wellfleet auf einem Kliff an der Küste der Halbinsel Cape Cod, im Barnstable County und gehört heute zur Cape Cod National Seashore. Guglielmo Marconi errichtete die Station ab 1901 für seine Experimente mit Telegraphenverbindungen über den Atlantischen Ozean. Sie bestand aus vier 64 m hohen Türmen, zwischen denen die Antenne aufgespannt wurde, und mehreren Gebäuden, in denen ein Generator und eine Tesla-Spule betrieben wurden, um die Sendeenergie zu erzeugen.
Der erste transatlantische Empfang einer Nachricht von seiner Sendeanlage in Poldhu in Cornwall gelang Marconi im Dezember 1901 im kanadischen Signal Hill, bei St. John’s, Neufundland. Ein Jahr später konnte er am 17. Dezember 1902 erste transatlantische Testnachrichten zwischen seiner Station im kanadischen Glace Bay, Nova Scotia und der in Poldhu übertragen. Am 18. Januar 1903 tauschte Marconi über die Wellfleet Station in Cape Cod die ersten öffentlichen Nachrichten über den Atlantik hinweg aus: Grußbotschaften zwischen US-Präsident Theodore Roosevelt und dem König von England Eduard VII. Die Anlage wurde von der US Army übernommen, war bis 1917 in Betrieb und die Sendetürme wurden 1920 abgerissen. Am 2. Mai 1975 wurde sie unter der Nummer 75000158 in das National Register of Historic Places aufgenommen.
Bis Sommer 2013 stand auf der Düne, etwa am ehemaligen Ort der Antennenanlage ein Kiosk mit Informationstafeln. Er wurde abgerissen, weil die fortschreitende Erosion der Küste seinen Standort gefährdete. Neue Informationstafeln sollen abseits der Küste an einem nahe gelegenen Parkplatz errichtet werden.